# 李制益
李制益（1996年9月6日—），台灣演員、模特兒，台南市出身，身高188公分，經紀公司為伊林娛樂。

## 生平
李制益父親為巴拉圭人，母親則是台灣人，小時候曾住過巴拉圭，他國中時全家搬回台南市西港區居住。大學時就讀文化大學化學工程與材料工程學系，2018年他參加伊林娛樂舉辦的璀璨之星比賽，獲得總冠軍以及男模組冠軍。
2018年，他赴中國大陸參加選秀節目《青春有你》，後又演出音樂劇《覺醒青春》，以及電視劇《我在追劇找世界》。2020年因新冠疫情返台繼續模特兒工作，並於2021年服完兵役。

## 演出作品

### 電視劇
| 拍攝年份 | 首播時間      | 劇名               | 劇種 | 飾演     | 備註 |
| -------- | ------------- | ------------------ | ---- | -------- | ---- |
| 2021     | 2021年1月19日 | 《我在追劇找世界》 | 短劇 | 慕蓉司寒 | 男主 |

### 選秀節目
- 2018年 愛奇藝選秀節目《青春有你》

### 舞台劇
- 2019年 《覺醒青春》

### 電視廣告
- 2020年 7-ELEVEn小熊維尼TVC
- 2020年 樂事 追劇篇TVC
- 2020年 Atre微風南山百貨形象拍攝
- 2020年 采采禮盒

## 外部連結
- 李制益的Facebook專頁
- 李制益的Instagram帳戶